# Самбрано (Колумбия)
Самбрано (исп. Zambrano) — город и муниципалитет на севере Колумбии, на территории департамента Боливар.

## История
До прибытия испанцев территория муниципалитета была населена представителями индейского племени малибу (malibúes). Поселение, из которого позднее вырос город, было основано в 1770 году доном Альваро де Самбрано. Муниципалитет Самбрано был выделен в отдельную административную единицу в 1916 году.

## Географическое положение

Муниципалитет Самбрано

Город расположен в северо-восточной части департамента, на левом берегу реки Магдалена, на расстоянии приблизительно 100 километров к юго-востоку от города Картахена, административного центра департамента. Абсолютная высота — 5 метров над уровнем моря.

Муниципалитет Самбрано граничит на юге с территорией муниципалитета Кордова, на западе — с муниципалитетами Эль-Кармен-де-Боливар и Сан-Хасинто, на севере — с муниципалитетом Сан-Хуан-Непомусено, на востоке — с территорией департамента Магдалена. Площадь муниципалитета составляет 302 км².

## Население
По данным Национального административного департамента статистики Колумбии, совокупная численность населения города и муниципалитета в 2015 году составляла 11 611 человек.
Динамика численности населения муниципалитета по годам:
| 2005   | 2006   | 2007   | 2008   | 2009   | 2010   | 2011   | 2012   | 2013   | 2014   | 2015   |
| ------ | ------ | ------ | ------ | ------ | ------ | ------ | ------ | ------ | ------ | ------ |
| 11 110 | 11 131 | 11 154 | 11 179 | 11 206 | 11 259 | 11 321 | 11 383 | 11 459 | 11 525 | 11 611 |

Согласно данным переписи 2005 года мужчины составляли 52,2 % от населения Самбрано, женщины — соответственно 47,8 %. В расовом отношении белые и метисы составляли 90,2 % от населения города; негры, мулаты и райсальцы — 1,3 %; индейцы — 0,1 %.
Уровень грамотности среди всего населения составлял 79,7 %.

## Экономика
Основу экономики Самбрано составляет сельскохозяйственное производство.

53,3 % от общего числа городских и муниципальных предприятий составляют предприятия торговой сферы, 27,1 % — промышленные предприятия, 18,9 % — предприятия сферы обслуживания, 0,7 % — предприятия иных отраслей экономики.